# Mistrzostwa Afryki w Piłce Ręcznej Mężczyzn 1983
Mistrzostwa Afryki w piłce ręcznej mężczyzn 1983 – piąte mistrzostwa Afryki w piłce ręcznej mężczyzn, oficjalny międzynarodowy turniej piłki ręcznej o randze mistrzostw kontynentu organizowany przez CAHB mający na celu wyłonienie najlepszej męskiej reprezentacji narodowej w Afryce, który odbył się w Egipcie w 1983 roku.
Tytuł zdobyty w 1981 roku obroniła reprezentacja Algierii.

## Klasyfikacja końcowa
| Miejsce | Reprezentacja | Uwagi            |
| ------- | ------------- | ---------------- |
| złoto   | Algieria      | awans: IO 1984   |
| srebro  | Kongo         | awans: MŚ B 1985 |
| brąz    | Tunezja       | -                |
| 4       | Egipt         | -                |
| 5       | Kamerun       | -                |
| 6       | Senegal       | -                |